# استرپتوکوک بوویس
استرپتوکوک بوویس (Streptococcus bovis)، کوکسی‌های زنجیره‌ای یا جفت هستند که از نظر تولید آنزیم‌های کاتالاز و اکسیداز منفی هستند. آن‌ها غیر متحرک و غیر اسپورزا می‌باشند. استرپتوکوک بوویس در گروه D لنسفیلد قرار گرفته‌است. بیشتر سویه‌ها غیر همولیتیک (گاما همولیتیک) هستند اما برخی ممکن است بر روی آگار خوندار گوسفندی، آلفا همولیتیک باشند. استرپتوکوک بوویس به‌طور شایع در مجرای گوارشی گاوها، گوسفندان و سایر نشخوارکنندگان یافت می‌شود.

## بیماریزایی
این باکتری در انسان می‌تواند ایجاد اندوکاردیتو به‌طور نادر سپتی سمی نوزادانو مننژیت نماید. بحث‌های زیادی بر سر ارتباط این باکتری به ویژه بیوتیپ I (با نام جدید استرپتوکوک گالولیتیکوس/ Streptococcus gallolyticus) با سرطان روده بزرگ مطرح می‌باشد.

## اثر بر نشخوار
از آنجایی که نشخوارکنندگان، رژیم غذایی سرشار از نشاسته و قند دارند. به همین دلیل، کربوهیدارت‌های قابل تخمیر موجب تکثیر باکتری در شکمبه خواهد شد. این باکتری از قندها، اسید لاکتیک تولید می‌کند. مقدار بالای اسید لاکتیک تولیدی موجب کاهش pH شکمبه و در نتیجه، ایجاد عوارضی مانند اسیدوز شکمبه و نفخ در حیوان خواهد شد.